# Farsø
Farsø er en by i det vestlige Himmerland med 3.352 indbyggere  (2025), beliggende 12 km nordøst for Hvalpsund, 12 km vest for Aars, 27 km syd for Løgstør og 39 km nordvest for Hobro. Byen hører til Vesthimmerlands Kommune og ligger i Region Nordjylland.

## Sogn og kirke
Farsø ligger i Farsø Sogn, og Farsø Kirke ligger i byen ved søen Farsø. Det er en romansk kirke fra 1100-tallet med et sengotisk tårn og våbenhus. I kirkerummet står en granitdøbefont med udhuggede løver og mandshoveder, og på kirkeskibets loft findes adskillige kalkmalerier, udført i 1550. I våbenhuset står Farsø-stenen, en runesten, der i 1955 blev fundet under flisegulvet i forbindelse med restaurering af kirken. I korets sydmur findes en skakbrætsten.

## Faciliteter
- Farsø Skole har 680 elever, fordelt på 0.-9. klassetrin i 2-4 spor. Skolen har desuden modtageklasser for flygtningebørn, klasser for elever med ADHD og andre opmærksomhedsforstyrrelser samt AKT-klasser (Adfærd, Kontakt, Trivsel). Der er 99 ansatte på skolen.[3] Elever fra skolerne i Ullits, Strandby og Gedsted flytter for det meste til Farsø Skole, når de når 7. klasse, da der på de skoler kun er undervisning til 6. klasse.
- Farsø Rådhuscenter er et indkøbscenter for dagligvare, mode, og andre. Eksempler på nogle butikker kunne være Normal, REMA 1000 eller Coop 365 Discount.
- Dronning Ingrid Hallerne råder over to idrætshaller, gymnastiksal, svømmehal og et auditorium med 117 siddepladser. Sport & Academy arrangerer træningsophold for fodbold, badminton, gymnastik, svømning, håndbold og golf. Her kan man også overnatte.[4]
- Hotel Farsø udlejer derimod ikke værelser, men har selskabslokaler, der kan rumme op til 400 personer.[5]
- Plejecenter Højgården er opført i 1973 og renoveret i 2000–2003. Det har 84 lejligheder, 5 midlertidige boliger og 2 akutpladser (32 1-rums og 58 2-rums boliger, så der er mulighed for at have ægtepar boende sammen). I 2012 blev der tilbygget et senhjerneskadeafsnit med sanse- og landbrugshave.[6]
- Højgårdens Børnehave & Vuggestue har 12 børn under 3 år og 33 børn over 3 år samt 14 ansatte.[7]
- Gårdbørnehaven Valhalla har plads til 70 børn.[8]
- Bakkegårdens Børnehave er en børnehave placeret på Bakkegårdsvej som nr. 14.
- Byen har 3 dagligvareforretninger og filial af Den Jyske Sparekasse.

## Historie

### Landsbyen
I 1875 blev Farsø beskrevet således: "Farsø med Kirke, Præstegaard, Skole, Apothek med Kjøbmandshandel, Districtslægebolig, Veirmølle".
Farsø fik sparekasse i 1877. Kroen kom til i 1883, men var indtil 1912 kun for vejfarende. Efter at Farsø Sygehus blev indviet i 1894, gik udviklingen stærkt. I 1901 beskrives byen således: "Farsø, ved Landevejen, med Kirke, Præstegd., Skole, Forskole, Missionshus (opf. 1898), Forsamlingshus (opf. 1897), Amtssyge- og Epidemihus (opf. 1894; to Bygninger, hvoraf den ene for smitsomme Sygdomme; Plads for 8 + 10 Patienter), Apotek, Distriktslægebolig, Sparekasse for Strandby-F. Sogne (opr. 1/6 1877...Antal af Konti 842), flere Købmandshdlr., Mølle, Andelsmejeri (Fælleslykke) og Kro".

### Stationsbyen
Farsø var altså allerede et betydeligt egnscentrum, da den fik station på Aalborg-Hvalpsund Jernbane i 1910. Det lave målebordsblad fra 1900-tallet viser desuden elværk, telefoncentral, fattighus og 2 hoteller.
Byens borgere var så stolte af den flotte stationsbygning, at de skænkede et tårnur til den. Stationen havde to private sidespor til grovvareforretninger. Fra 1950 var der stor kartoffeleksport fra et par private pakhuse.
Hvalpsundbanen blev nedlagt i 1969, og stationsbygningen blev revet ned i 1977. Tårnuret er bevaret på sparekassens tårn. Stationsbygningens granitportal var også bevaret og blev i 2015 genopført på Stationsstræde. Dette navn og vejnavnet Stationsvej minder om at det nye bycentrum blev anlagt på stationsterrænet. Engvej er anlagt på banetracéet.

### Folketal
| 1906 | 1911 | 1916 | 1921 | 1925 | 1930  | 1935  | 1940  | 1945  | 1950  | 1955  | 1960  | 1965  |
| ---- | ---- | ---- | ---- | ---- | ----- | ----- | ----- | ----- | ----- | ----- | ----- | ----- |
| 536  | 756  | 788  | 858  | 962  | 1.042 | 1.416 | 1.172 | 1.338 | 1.490 | 1.543 | 1.581 | 1.731 |

Fordelt efter næringsveje levede i 1911 134 af landbrug, 133 af fiskeri, 275 af håndværk og industri, 70 af handel, 23 af transport.
Opgjort efter næringsveje levede i 1930 218 af landbrug, 356 af håndværk og industri, 144 af handel, 59 af transport, 49 af immateriel virksomhed, 116 af husgerning, 84 var ude af erhverv og 16 havde ikke opgivet indkomstkilde.
Opgjort efter næringsveje levede i 1960 86 af landbrug, 560 af håndværk og industri, 294 af handel, 137 af transport, 170 af administration og liberale erhverv, 48 af anden virksomhed, 265 var ude af erhverv og 21 havde ikke angivet indkomstkilde.

### Kommunen
Strandby-Farsø sognekommune opførte i 1941 et kommunekontor på Torvet i Farsø. Efter kommunalreformen i 1970, hvor Farsø Kommune blev oprettet ved sammenlægning med andre sognekommuner, blev det stadig brugt til kommunens administration indtil 1989, hvor et nyt rådhus blev taget i brug. Farsø Kommune indgik ved strukturreformen i 2007 i Vesthimmerlands Kommune. I dag bruger Farsø Turistbureau, Lokalhistorisk Arkiv, Erhvervs- og Turistcenter Farsø og Thit Jensens Mindestue det gamle kommunekontor.

## Kendte personer
Farsø er mest kendt for forfatterne Johannes V. Jensen (1873-1950) og hans søster Thit Jensen (1876-1957), der begge var født i byen. En udstilling om de to forfattere kan ses i Johannes V. Jensen & Thit Jensen Museet, der er indrettet i det hus på Søndergade 48, hvor Johannes V. Jensen blev født. Museet blev indviet i 1991 og drives i dag af Lions Club, der har forsynet det med eksemplarer af næsten samtlige bøger og artikler, skrevet af forfatteren. Johannes V. Jensen fik Nobelprisen i litteratur i 1944. Der er rejst en mindesten for ham i byen. Johannes V. Jensen lader i adskillige af sine værker, bl.a. Kongens Fald og Himmerlandshistorier, handlingen foregå i Farsø og omegn.

## Galleri
- Byhistorie og portal fra den nedrevne station
- Den Jyske Sparekasse med stationsuret i tårnet
- Dronning Ingrid Hallerne
- Søen Farsø
- Johannes V. Jensen Museet
- Johannes V. Jensen mindestenen